# BVT-Schlussfolgerungen
Mit BVT-Schlussfolgerungen werden Dokumente bezeichnet, welche die besten verfügbaren Techniken (BVT) zur Emissionsminderung in den Industrieanlagen einer Branche beschreiben.
BVT-Schlussfolgerungen basieren auf den Regelungen der europäischen Industrieemissionsrichtlinie (Richtlinie 2010/75/EU), die auf Englisch Industrial Emissions Directive heißt und häufig als IED abgekürzt wird. BVT-Schlussfolgerungen legen den Stand der Technik in der Europäischen Union für alle Anlagen fest, die von der Industrieemissionsrichtlinie betroffen sind. Sie dienen als verbindliche Referenzdokumente für Genehmigungen. Bisher sind von der Europäischen Kommission erst für wenige Branchen verbindliche BVT-Schlussfolgerungen veröffentlicht worden.

## Entstehungsprozess und Verbindlichkeit
Die Dokumente entstehen als Schlussfolgerungen aus den wesentlich umfangreicheren BVT-Merkblättern der Europäischen Kommission. BVT-Merkblätter beschreiben eine Branche mit ihren typischen Produktionsprozessen, den Umweltbelastungen und Techniken zur Emissionsbegrenzung sowie die mit den Techniken verbundenen Kosten und Umweltwirkungen.
In BVT-Schlussfolgerungen erscheinen nur solche Techniken, die
- in einem Maßstab entwickelt sind, der ihre Anwendung unter Berücksichtigung des Kosten/Nutzen-Verhältnisses unter wirtschaftlich und technisch vertretbaren Verhältnissen ermöglicht, sofern sie zu vertretbaren Bedingungen für Anlagenbetreiber zugänglich sind

und gleichzeitig
- am wirksamsten zur Erreichung eines allgemein hohen Schutzniveaus für die Umwelt insgesamt sind. Das heißt zum Beispiel bei einer Abluftreinigungstechnik, dass nicht nur die Umweltentlastung durch die Emissionsminderung betrachtet wird, sondern auch die dafür aufgewendete Energie, die benötigten Hilfsmittel und entstehende Abfälle mitberücksichtigt werden.

Ein BVT-Merkblatt und die zugehörige BVT-Schlussfolgerung sind das Ergebnis eines Informationsaustausches, der vom Joint Research Centre (JRC) der Europäischen Kommission in Sevilla organisiert wird. In der Arbeitsgruppe zum Informationsaustausch sind Behörden der europäischen Mitgliedstaaten, Industrievertreter und Vertreter der Umweltschutzverbände beteiligt. Die Zeit zur Erstellung eines BVT-Merkblattes und der zugehörigen BVT-Schlussfolgerung beträgt aufgrund der aufwändigen Informations- und Datenerhebung sowie der häufig konfliktreichen Abstimmung in der Arbeitsgruppe zwischen sechs und acht Jahren.
Nach Abschluss der Diskussion über die gesammelten Informationen wird das BVT-Merkblatt fertiggestellt und auf den Internetseiten des Joint Research Centre veröffentlicht. Anschließend stimmen die europäischen Mitgliedstaaten entsprechend Artikel 75 der Industrieemissionsrichtlinie über die BVT-Schlussfolgerungen ab. Die BVT-Schlussfolgerungen erhalten Gültigkeit, sobald sie in die EU-Sprachen übersetzt und im Amtsblatt der Europäischen Union veröffentlicht sind. Dies erfolgt als sogenannter Durchführungsbeschluss der Europäischen Kommission. Die Vorgaben – insbesondere hinsichtlich der Emissionswerte – sind europaweit verbindlich. Die europäischen Mitgliedstaaten müssen gemäß Artikel 21 der Industrieemissionsrichtlinie sicherstellen, dass die Anforderungen spätestens vier Jahre nach Bekanntmachung in den betroffenen Anlagen umgesetzt sind.

## Liste veröffentlichter BVT-Schlussfolgerungen
Zu folgenden Branchen liegen BVT-Schlussfolgerungen vor:
1. Eisen- und Stahlerzeugung, veröffentlicht am 8. März 2012
2. Glasherstellung, veröffentlicht am 8. März 2012
3. Gerben von Fellen und Häuten (Lederindustrie), veröffentlicht am 16. Februar 2013
4. Zement-, Kalk- und Magnesiumoxidherstellung, veröffentlicht am 9. April 2013
5. Chloralkaliindustrie, veröffentlicht am 11. Dezember 2013
6. Zellstoff- und Papierindustrie, veröffentlicht am 30. September 2014
7. Mineralöl- und Gas-Raffinerien, veröffentlicht am 1. November 2014
8. Holzwerkstofferzeugung (Holzplatten), veröffentlicht am 24. November 2015
9. Abwasser- und Abgasbehandlung/-management in der chemischen Industrie, veröffentlicht am 9. Juni 2016
10. Nichteisenmetallindustrie, veröffentlicht am 30. Juni 2016
11. Intensivhaltung oder -aufzucht von Geflügel oder Schweinen, veröffentlicht am 21. Februar 2017
12. Großfeuerungsanlagen, veröffentlicht am 17. August 2017

## Texte der BVT-Schlussfolgerungen
1. Eisen- und Stahlerzeugung (PDF) Durchführungsbeschluss der Kommission vom 28. Februar 2012
2. Glasherstellung (PDF) Durchführungsbeschluss der Kommission vom 28. Februar 2012
3. Gerben von Häuten und Fellen (PDF) Durchführungsbeschluss der Kommission vom 13. Februar 2013
4. Herstellung von Zement, Kalk und Magnesiumoxid (PDF) Durchführungsbeschluss der Kommission vom 26. März 2013
5. Chloralkaliindustrie (PDF) Durchführungsbeschluss der Kommission vom 9. Dezember 2013
6. Zellstoff- und Papierindustrie (PDF) Durchführungsbeschluss der Kommission vom 26. September 2014
7. Raffinieren von Mineralöl und Gas (PDF) Durchführungsbeschluss der Kommission vom 30. Oktober 2014
8. Holzwerkstofferzeugung (PDF) Durchführungsbeschluss der Kommission vom 20. November 2015
9. Abwasser der Chemischen Industrie (PDF) Durchführungsbeschluss der Kommission vom 30. Mai 2016
10. Nichteisenmetallindustrie (PDF) Durchführungsbeschluss der Kommission vom 13. Juni 2016
11. Intensivtierhaltung (PDF) Durchführungsbeschluss der Kommission vom 15. Februar 2017
12. Großfeuerungsanlagen (PDF) Durchführungsbeschluss der Kommission vom 17. August 2017

## Geplante BVT-Schlussfolgerungen
Vorläufige BVT-Schlussfolgerungen werden bereits etwa 12 Monate vor ihrer Veröffentlichung im EU-Amtsblatt auf den Internetseiten der Europäischen Kommission publiziert: Sie sind in den „Final Draft“-Versionen von BVT-Merkblättern enthalten, die auf der Internetseite der Kommission mit „FD“ gekennzeichnet sind.
- Herstellung organischer Grundchemikalien (Revisionsbeginn 2010; BVT-Abschlussdiskussion 25.–29. April 2016; vorläufige BVT-Schlussfolgerungen im Februar 2017 veröffentlicht, Veröffentlichung im Amtsblatt voraussichtlich im 4. Quartal 2017)[4]

Ende 2017 wird die Veröffentlichung der vorläufigen BVT-Schlussfolgerungen erwartet zu:
- Abfallbehandlungsanlagen (Revisionsbeginn 2013, BVT-Merkblatt-Entwurf im Dezember 2015 zur ersten Kommentierung veröffentlicht, BVT-Abschlussdiskussion 19.–23. März 2017)

Begonnene Arbeiten zu weiteren BVT-Schlussfolgerungen:
- Nahrungsmittel, Getränke und Milch (Revisionsbeginn 2014, BVT-Merkblatt-Entwurf im Januar 2017 zur ersten Kommentierung veröffentlicht, Abschlusstreffen 14.–18. Mai 2018)[5]
- Abfallverbrennung (Revisionsbeginn 2014, Auftakttreffen 19.–22. Januar 2015, BVT-Merkblatt-Entwurf im Mai 2017 zur ersten Kommentierung veröffentlicht. Abschlusstreffen 23.–27. April 2018)[6]
- Oberflächenbehandlung unter Verwendung von Lösemitteln (Drucken, Lackieren, Klebebeschichten) sowie Holzkonservierung (Revisionsbeginn 2015, Auftakttreffen 16.–19. November 2015, BVT-Merkblatt-Entwurf im Oktober 2017 zur ersten Kommentierung veröffentlicht)[7]
- Stahlverarbeitung (Revisionsbeginn 2008, 2011 unterbrochen bis 2015, Auftakttreffen 15.–18. November 2016)
- Abgasbehandlung in der chemischen Industrie (Revisionsbeginn 2017, Auftakttreffen 25.–29. September 2017)
- Textilindustrie (Revisionsbeginn Ende 2017, Auftakttreffen 12.–15. Juni 2018)

In Kürze geplante Arbeiten:
- Tierschlachtanlagen (2018)
- Gießereien (2018)
- Keramikindustrie (2019)
- Oberflächenbehandlung von Metall und Kunststoff (2019)

## Umsetzung der BVT-Schlussfolgerungen in Deutschland
Das Umweltministerium (BMUB) prüft mit Unterstützung des Umweltbundesamtes, ob sich nach der Veröffentlichung von BVT-Schlussfolgerungen Handlungsbedarf zur Änderung gesetzlicher Regelungen oder Verwaltungsnormen ergibt. Dazu erstellt das Umweltbundesamt eine Synopse der BVT-Schlussfolgerungen. Die Synopsen vergleichen die europäischen Festlegungen zu den besten verfügbaren Techniken an eine Industriebranche mit den entsprechenden Anforderungen in Deutschland.
Sieht das Umweltministerium Änderungsbedarf in einem deutschen Regelwerk, bereitet es einen Entwurf vor, berät diesen unter anderem mit den Länderbehörden, betroffenen Fachkreisen sowie Bundesverbänden und initiiert die erforderlichen Beschlüsse durch Regierungskabinett, Bundesrat und Bundestag.
BVT-Schlussfolgerungen können insbesondere Auswirkungen haben auf:
- branchenspezifische Anhänge zur Abwasserverordnung
- Verordnungen zum Bundes-Immissionsschutzgesetz
- Verwaltungsvorschriften (wie die TA Luft zum Bundes-Immissionsschutzgesetz)

Im Jahr 2009 richtete das Umweltministerium den „TA Luft-Ausschuss“ (TALA) ein. Der TALA diskutierte den Veränderungsbedarf in der TA Luft auf Basis der Synopsen des Umweltbundesamtes.
Der TA-Luft-Ausschuss bestand aus 10 stimmberechtigten Mitgliedern:
- 4 Länderbehördenvertreter
- 2 wissenschaftliche Vertreter
- 2 Vertreter der Industrie
- 2 Vertreter der Umweltverbände

Von 2009 bis 2011 wurden BVT-Merkblätter geprüft, die die Europäische Kommission auf Grundlage der EU-IVU-Richtlinie erstellt hatte. Von 2012 bis 2013 prüfte der TALA dann die ersten BVT-Schlussfolgerungen, die auf Basis der EU-Industrieemissionsrichtlinie erstellt wurden.
Wenn der TALA Änderungsbedarf in der TA Luft sah, beschloss er mit einfacher Mehrheit:
1. ein Votum an das Umweltministerium, die bindende Wirkung der TA Luft für die entsprechende Regelung aufzuheben, da sich der Stand der Technik weiter entwickelt hat. Stimmte das Umweltministerium zu, veröffentlichte es die Aufhebung der Bindungswirkung im Bundesanzeiger,
2. eine Empfehlung an die Bund/Länder-Arbeitsgemeinschaft Immissionsschutz (LAI), wie die von der TA Luft abweichende BVT-Schlussfolgerung umgesetzt werden sollte. Der LAI beriet die Empfehlung in seinem Ausschuss „Anlagenbezogener Immissionsschutz/Störfallvorsorge“ (AISV). Die resultierenden Vollzugsempfehlungen wurden der Umweltministerkonferenz vorgelegt, die sie zur Veröffentlichung auf der Internetseite der LAI freigibt.[10]

Zur Vermeidung langwieriger Abstimmungsprozesse in der Bund/Länder-Arbeitsgemeinschaft Immissionsschutz beschloss das Umweltministerium, den TALA ab 2014 aufzulösen und anstelle der Vollzugsempfehlungen der Länder verbindliche Verwaltungsvorschriften zur Umsetzung der BVT-Schlussfolgerungen zu veröffentlichen.

### Aufhebung der Bindungswirkung von Anforderungen der TA Luft für bestimmte Branchen
Das Umweltministerium hat durch Veröffentlichungen im Bundesanzeiger („Amtlicher Teil“) BVT-Schlussfolgerungen der Europäischen Union umgesetzt: Mehrere Emissionswerte der TA Luft, die für Behörden bei Genehmigungsverfahren grundsätzlich verbindlich umzusetzen sind, wurden aufgehoben, weil BVT-Schlussfolgerungen eine Weiterentwicklung des Standes der Technik aufzeigen.
Damit in Deutschland von den Bundesländern möglichst einheitliche Anforderungen zur Luftreinhaltung an Betriebe der betroffenen Branchen gestellt werden, hat die Bund/Länder-Arbeitsgemeinschaft Immissionsschutz (LAI) unmittelbar nach Aufhebung der betroffenen Stellen in der TA Luft Vollzugsempfehlungen zum neuen Stand der Technik beschlossen und auf seiner Internetseite bekanntgegeben.
Aufhebungen der Bindungswirkung der TA Luft vom 27. April 2015, veröffentlicht am 8. Mai 2015, betreffen die Branchen:
- Herstellung anorganischer Grundchemikalien – Ammoniak, Säuren und Düngemittel
- Herstellung anorganischer Spezialchemikalien
- Herstellung organischer Feinchemikalien
- Abfallbehandlungsanlagen
- Gießereiindustrie
- Herstellung anorganischer Grundchemikalien – Feststoffe und andere – hier nur Herstellung von Wasserglas (Natriumsilikat)

Aufhebungen der Bindungswirkung der TA Luft vom 16. Dezember 2013, veröffentlicht am 9. Januar 2014, betreffen die Branchen:
- Eisen- und Stahlerzeugung
- Glasherstellung
- Lederindustrie
- Zement-, Kalk- und Magnesiumoxidindustrie

Im Jahr 2011 hatte das Umweltministerium bereits erstmals für zwei Branchen die Bindungswirkung der TA Luft aufgehoben, da BVT-Merkblätter der Europäischen Kommission die Weiterentwicklung des Standes der Technik aufgezeigt hatten:
- für das Lackieren von Flugzeugen die Anforderung der Nummer 5.4.5.1 der TA Luft für die Gesamtstaubemissionen,
- für gefasste Staubemissionen der Sprühglasierung und aus staubenden Vorgängen mit Ausnahme von Trocknung, Sprühtrocknung und Brennprozess für den Produktionszweig der Keramikindustrie die allgemeine Anforderung für Gesamtstaub nach der Nummer 5.2.1 der TA Luft.

Zeitgleich veröffentlichte die Bund/Länder-Arbeitsgemeinschaft Immissionsschutz neue Vorsorgeempfehlungen „bis zur Änderung der TA Luft“:
- Die staubförmigen Emissionen im Abgas von Anlagen zum Lackieren von Flugzeugen (Lackpartikel) dürfen die Massenkonzentration von 1 mg/m³ nicht überschreiten.
- Die staubförmigen Emissionen im Abgas von Anlagen zum Brennen keramischer Erzeugnisse dürfen
  - bei gefassten Quellen aus staubenden Vorgängen mit Ausnahme von Trocknung, Sprühtrocknung und Brennprozess, sowie
  - bei gefassten Quellen aus der Sprühglasierung

den Massenstrom von 0,10 kg/h oder die Massenkonzentration von 10 mg/m³ nicht überschreiten.
Bei Einhaltung oder Unterschreitung eines Massenstroms von 0,10 kg/h darf im Abgas die Massenkonzentration von 0,15 g/m³ nicht überschritten werden.